# Sinagoga di Žovkva

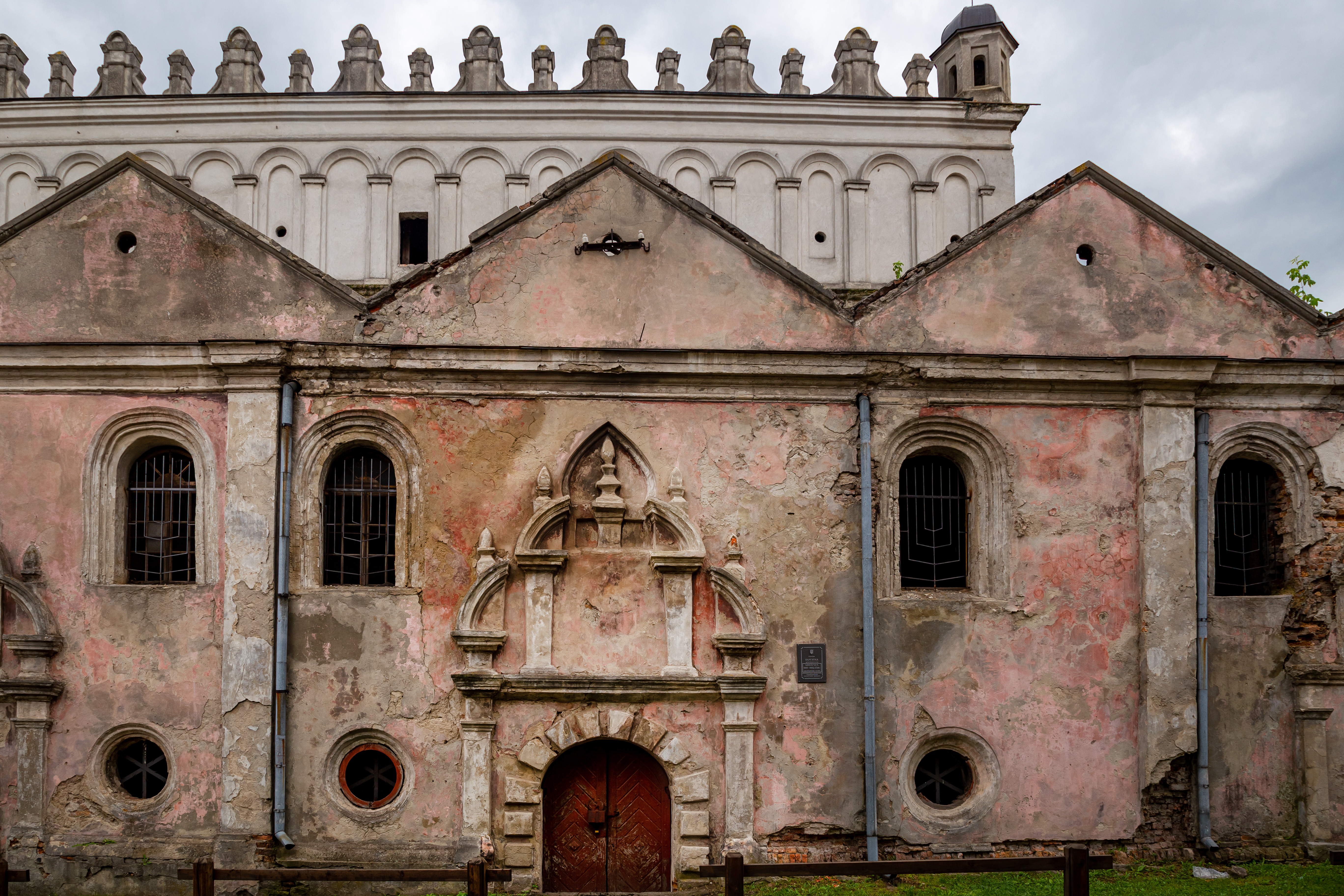
Le aggiunte barocche

La sinagoga di Žovkva, costruita nel 1692-1698 sul modello della sinagoga della Rosa d'Oro di Leopoli, è uno degli esempi più significativi di sinagoga-fortezza oggi esistenti nella regione. Si trova nella cittadina ucraina di Žovkva, nell'oblast' di Leopoli. Devastata durante l'Olocausto, nel periodo sovietico fu solo parzialmente restaurata ed adibita a magazzino. Ancora oggi in condizioni di forte degrado, è dal 2000 soggetta ad un lento e graduale progetto di restauro ad opera del World Monuments Fund.

## Storia e descrizione
A Žovkva (Żółkiew) (in Polonia fino al 1772; quindi in Austria fino al 1918; di nuovo in Polonia fino al 1939, e oggi in Ucraina) esisteva fin dalla sua fondazione nel 1594 una significative presenza ebraica.
La sinagoga fu costruita negli anni 1692-98, in stile tardo-rinascimentale. Ha le caratteristiche forme di sinagoga-fortezza con spesse e alte mura, feritoie alle pareti e la possibilità, in caso di necessità, di collocare l'artiglieria sul tetto. L'edificio è a pianta quadrata, con le dimensioni di un cubo. All'interno, secondo uno schema tipico delle sinagoghe della regione, la sala di preghiera ha quattro colonne centrali che delimitano l'area del podio e sorreggono i soffitti a volta. L'arca santa è collocata sulla parete orientale in una nicchia decorata con stucchi.
Il numero di ebrei residenti a Žovkva è costantemente aumentato. Ciò portò a lavori di ampliamento con aggiunte in stile bariocco.
Nel 1833, la sinagoga fu danneggiata da un incendio, ma i danni furono rapidamente riparati.
Durante l'Olocausto l'intera popolazione ebraica della città (5.000 persone, il 50% della popolazione locale del tempo) fu sterminata.
Anche la sinagoga fu vandalizzata, incendiata ma solo parzialmente demolita.
Nel dopoguerra si effettuarono nel 1955-56 alcuni restauri, e l'edificio fu usato come deposito. La scarsa qualità dei materiali utilizzati per i primi restauri accentuò il degrado dell'edificio.
Dal 2000 il World Monuments Fund ha lanciato un programma di restauro destinato a riportare la sinagoga alla sua forma originaria. I primi lavori di consolidamento hanno interessato il tetto e le strutture esterne. L'interno è ancora semidiroccato. Il progetto prevede la costituzione nella sinagoga di un museo sulla presenza ebraica in Galizia.
Nel 2012 la Banca Nazionale dell'Ucraina ha introdotto in circolazione due monete commemorative con l'immagine della sinagoga per la serie Monumenti di architettura dell'Ucraina.